# Järfälla
Järfälla (em sueco: Järfälla kommun) é uma comuna da Suécia localizada no condado de Estocolmo. Sua capital é a cidade de Järfälla. Possui 53,8 quilômetros quadrados e segundo censo de 2018, havia 78 480 habitantes.